# Мамон
Мамон је израз из Новог завета којим се описује материјално богатство или похлепа, најчешће персонификовано као демон који се понекад укључује у списак седам принчева пакла.